# Карнаков, Михаил Севастьянович
Михаи́л Севастья́нович Карнако́в (21 ноября 1923 года — 12 марта 1943 года) — советский артиллерист, красноармеец, участник Великой Отечественной войны. Герой Советского Союза (1943, посмертно).

## Биография
Родился 21 ноября 1923 года в селе Поморье (ныне не существует, было расположено в границах Топчихинского района Алтайского края) в семье крестьянина Севастьяна Андреевича Карнакова. Получил неполное среднее образование, работал в колхозе.
В марте 1942 года Топчихинским райвоенкоматом призван в Рабоче-крестьянскую Красную армию. В действующих войсках с 19 июля 1942 года, воевал на Воронежском, затем на Юго-Западном фронте. Согласно наградным документам, в боях под Воронежем Карнаков уничтожил 38 дзотов противника с вооружением и расчётом. К началу 1943 года красноармеец Карнаков — наводчик орудия 6-й батареи 844-го артиллерийского полка (303-я стрелковая дивизия, 57-я армия, Юго-Западный фронт). Являлся членом ВКП(б).
В бою за населённый пункт Прокудино 25 января 1943 года Карнаков прямой наводкой уничтожил 4 станковых пулемётов противника и до 150 автоматчиков, обеспечив беспрепятственное продвижение советской пехоты. В результате боя Прокудино было занято советскими войсками.
В ходе наступления на Харьков 12 марта 1943 года 844-й артиллерийский полк поддерживал боевые действия стрелковых полков дивизии в районе населенного пункта Коротич (ныне посёлок городского типа, Харьковский район, Харьковская область, Украина). Орудие Карнакова находилось в боевых порядках 845-го стрелкового полка, позиции которого были атакованы крупными силами противника при поддержке танков и штурмовых орудий. Расчёту орудия удалось уничтожить 5 танков и до 50 солдат противника. В ходе боя весь расчёт, кроме раненого в ногу Карнакова, был уничтожен. Красноармеец, в одиночку заряжая и наводя орудие, сумел подбить ещё два немецких танка. Израсходовав все снаряды и оказавшись в окружении, Карнаков подорвал себя и орудие противотанковой гранатой.
Указом Президиума Верховного Совета СССР от 7 августа 1943 года за образцовое выполнение боевых заданий командования на фронте борьбы с немецкими захватчиками и проявленные при этом отвагу и геройство красноармейцу Карнакову было посмертно присвоено звание Героя Советского Союза.

## Награды
- Герой Советского Союза (Указ Президиума Верховного Совета СССР от 7 августа 1943 года, орден Ленина и медаль «Золотая Звезда»; посмертно)[3]
- медаль «За отвагу»[2]

## Память
- В селе Топчиха и посёлке Кировский (бывший Поморский сельсовет) Топчихинского района Алтайского края установлены бюсты М. С. Карнакова. В школе посёлка с 1970-х годов функционирует музей, носящий его имя[3].
- В поселке городского типа Коротыч Харьковского района Харьковской области в память о Карнакове установлен знак-обелиск, а также его именем названа улица[3].
- Имя Карнакова приведено на памятном знаке в посёлке Старый Салтов Волчанского района Харьковской области[3].